# Pleurothallopsis mulderae
Pleurothallopsis mulderae är en orkidéart som först beskrevs av Carlyle August Luer, och fick sitt nu gällande namn av Alec M. Pridgeon och Mark W. Chase. Pleurothallopsis mulderae ingår i släktet Pleurothallopsis och familjen orkidéer.
Artens utbredningsområde är Venezuela. Inga underarter finns listade i Catalogue of Life.